# Michael Dorn
Michael Dorn (Luling (Texas), 9 december 1952) is een Amerikaans acteur.

## Achtergrond
Zijn eerste filmrol was in Rocky (1976) als Apollo Creeds bodyguard. Zijn bekendste rollen waren die van police officer  Jebediah Turner in CHiPs (1979-1982) en Klingon Starfleet officer Worf in Star Trek: The Next Generation (1987-1994) en Star Trek: Deep Space-9 (1993-1999).
Hij speelde ook in de Kerstfilm The Santa Clause 2 als The Sandman (Klaas Vaak). Ook speelde hij samen met Shannon Lee (dochter van Bruce Lee) in de film Lessons for an Assassin. In de tekenfilmserie I Am Weasel is hij de stem van I M Weasel, die ook af en toe een gastrol heeft in Cow and Chicken. In de Engelstalige versie van de kinderfilm Bionicle: The Legend Reborn (2009) was zijn stem te horen in de rol van het hoofdpersonage, genaamd Mata Nui.

## Filmografie

### Filmografie als stemacteur
- Biblioteca Nacional de España: XX1166821
- Bibliothèque nationale de France: cb14042390n (data)
- International Standard Name Identifier: 0000 0001 1447 5021
- Library of Congress Control Number: no97045373
- MusicBrainz: edf4d2f0-af63-4c4c-96ad-9137fbc59533
- Nationale Bibliotheek van Polen: a0000002164154
- SNAC: w6640f5p
- Virtual International Authority File: 70996873
- WorldCat: E39PBJbM7wGTdGW9vKYCYMbrv3